# Снекдаун

Снекдаун на перехресті

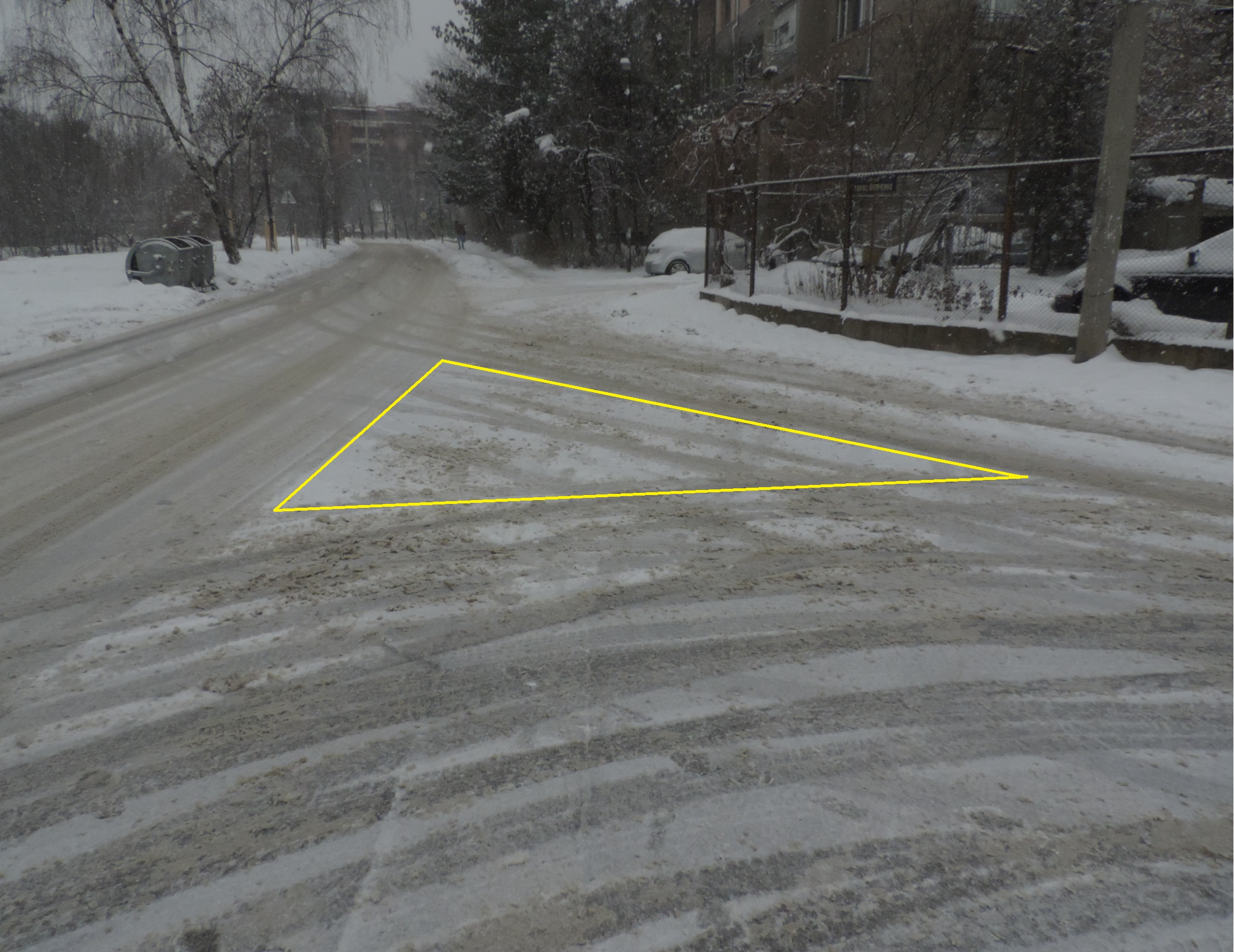
Снекдаун на т-подібному перехресті

Снекдаун (англ. sneckdown) — звуження меж проїзної частини дороги внаслідок випадання снігу, яке показує, що великі ділянки проїзної частини не використовуються транспортними засобами. Суть явища полягає в тому, що автомобілі, які пересуваються дорогами, завжди їдуть звичною траєкторією відповідно до смуг для руху, водночас деякі частини дороги для руху не використовуються взагалі. Це добре видно взимку по слідах на снігу — на частині, якою їздять — чисто, а на решті ділянок лежить сніг.
Явище снекдаун демонструє, що межі бордюрів, які відділяють проїжджу частину від пішохідної зони можна змінити без шкоди для автомобільного трафіку. Це дасть змогу розширити пішохідні ділянки та зменшити відстань, яку повинен подолати пішохід, аби перетнути проїжджу частину.
Сам термін з'явився в 2014 році в мережі Twitter, і згодом став популярним у соцмережах і блоґах. Слово утворилось від злиття двох слів англійською: snowy neckdown, що є словосполученням-синонімом до sneckdown.
Переваги, які можна отримати:
- Зменшення відстані і часу перетину пішоходами проїзної частини вулиці.
- Заспокоєння дорожнього руху.
- Визначення ділянок проїзної частини дороги, що не використовуються.
- Явище дає змогу проектувальникам раціональніше розподілити простір вулиці.

Можливі негаразди:
- Звуження доріг також зменшує для водія час на реакцію коли пішохід ступає на дорогу.
- Великі машини ширші ніж сліди їхніх коліс, тому пішохід може зазнати удару дзеркалами, кутами чи іншими виступами автівки чи причепа.
- У разі ДТП вузьку дорогу буде заблоковано.
- На вузькій дорозі нема змоги поступитись швидкій допомозі.